# Portrait d'une dame (Bronzino)
Pour les articles homonymes, voir Portrait d'une dame.
Le Portrait d'une dame est une peinture à l'huile sur panneau (68 x 49 cm) attribuée au peintre italien Agnolo Bronzino, datable entre 1550 et 1560 et conservée au Musée de Capodimonte à Naples.

## Histoire
Le tableau est signalé pour la première fois en 1653 dans les collections du palais Farnèse à Rome, sans en préciser l'auteur. Elle fait ensuite partie de ce groupe d'œuvres qui se déplace de la capitale papale vers les résidences Farnèse à Parme, où elle est enregistrée en 1697. En 1734, avec l'accession au trône de Naples de Charles de Bourbon, premier fils d'Elisabeth Farnèse, dernière descendante de la famille, le tableau ainsi qu'une grande partie de la collection Farnèse furent transférés dans la ville napolitaine.
Avec le passage du panneau à Naples, il fut d'abord attribué à l'école de Léonard de Vinci en 1799, puis, à partir de 1832, donné à Agnolo Bronzino ou à son cercle. Tombé dans l'oubli, notamment en raison de son mauvais état de conservation, le tableau faisait partie de ceux donnés pour les bâtiments représentatifs de l'État italien, étant placé de 1929 à 1994 dans les bureaux du Sénat de la République italienne à Rome.
Le style du portrait, particulièrement détaillé et soigné dans les moindres détails et dans les tissus que porte la femme, conduit les critiques à s'orienter vers une attribution traditionnelle à Bronzino et à son entourage. Cependant, il n'y a pas d'unanimité dans cette attribution, ni dans la date de réalisation du tableau : certains pensent que le portrait appartient aux années de jeunesse de Bronzino, entre 1525 et 1530, lorsqu'il était un collaborateur de Pontormo, d'autres estiment que l'œuvre peut être datée entre 1550 et 1560, dans la phase de maturité de l'artiste, d'autres encore que l'œuvre est de Pontormo lui-même, tandis que pour Ferdinando Bologna elle serait due à Dominique Puligo.

## Description
La femme est représentée portant des vêtements typiques de la Florence du XVIe siècle, représentée à partir de la taille, regardant vers le spectateur et tenant un livre ouvert dans sa main droite. Les manches bouffantes sont riches en éléments décoratifs. D'autres éléments de détail se trouvent à la taille, où se trouve une ceinture en tissu, au cou où se trouve un collier de perles, qui témoigne du statut social et économique confortable de la personne représentée et sur la tête, où « c'est un fermoir précieux qui maintient le bonnet en filet tressé sur la coiffure en forme d'anneau des cheveux de la dame, typique de la mode du XVe siècle et de la première moitié du XVIe siècle.